# Rangatira (ostrov)
Rangatira (též Hokorereoro; anglicky South East Island, doslova Jihovýchodní ostrov) je třetí největší ostrov Chathamských ostrovů. Jedná se o neobydlený ostrov pokrývající plochu kolem 2,18 km². Rangatira je významnou přírodní rezervací chránící četné druhy vzácných ptáků, plazů, rostlin a bezobratlých.

## Poloha
Ostrov Rangatira se nachází kolem 800 km východně od Jižní ostrova Nového Zélandu. V rámci Chathamských ostrovů se nachází na jihovýchod od Pittova ostrova a kolem 55 km jihovýchodně od Waitangi, hlavního města Chathamských ostrovů.

## Dějiny
Ostrov Rangatira nebyl nikdy obydlen, avšak někdy od poloviny 19. století až do roku 1961 byl ostrov využíván pro pasení ovcí. V roce 1953 ostrov koupila britská královská Koruna a na ostrově vznikla přírodní rezervace. Přístup na ostrov je přísně regulován Ministerstvem památkové péče (DOC).

## Fauna a flóra
Století farmaření způsobily, že vegetace ostrova poskytující cenný habitat pro místní druhy živočichů utrpěla velkou ránu. Po odstranění ovcí však došlo k její rychlé obnově, které dopomohl i fakt, že ostrov Rangatira nikdy nepostihla invaze savčích predátorů jako jsou krysy nebo kočky, které zdecimovaly ptačí populace na Chathamově ostrově.
Co se týče bezobratlých, ostrov Rangatira hostí populace některých chathamských či novozélandských endemitů jako je strašilka Argosarchus horridus, roháč Geodorcus capito, tesařík Xylotoles costatus, nosatec Hadramphus spinipennis nebo pavouk Dolomedes schauinslandi.
Pro ptáky se jedná vůbec o nejdůležitější útočiště v rámci celých Chathamských ostrovů. Podle studie z roku 1994 ostrov hostí populaci 66 druhů, z čehož 33 druhů na ostrově hnízdí nebo se o to alespoň pokusilo. Birdlife International proto ostrov prohlásil za významné ptačí území. Z hnízdících vzácných druhů ptáků lze zmínit druhy jako bekasina chathamská, lejsčík chathamský či kormorán žlutonohý. Relativně malá plocha ostrova hostí ohromné množství mořských ptáků, kteří na ostrově často hnízdí v norách. K těm patří buřňák širokozobý (176 000–500 000 párů), buřníček běločelý (840 000 párů) nebo buřňák chathamský (cca 1000 hnízdících párů). Odhaduje se, že na 218hektarovém ostrově hnízdí až 5 milionů trubkonosých ptáků.